# Banu Ghifar
Els Banu Ghifar foren una tribu àrab, fracció dels Banu Damra ibn Bakr, al seu torn branca dels Kinana. Vivien a l'oest d'Aràbia, al-Hijaz, entre la Meca i Medina.
Mahoma els va donar la protecció d'Al·là per evitar que donessin suport a la Meca i el 630 ja havien adoptat l'islam i no van participar en la Rida el 632. Membres de la tribu es van establir a Fustat a Egipte el 641. Al-Hàkam ibn Amr al-Ghifarí fou governador de Khurasan del 665 al 670/671 (va morir aquest darrer any a Merv) però no pertanyia estrictament a la tribu sinó que s'hi va afiliar el seu germà Nuayla.